# Elke Brunnemer
Elke Brunnemer (* 1. Oktober 1952 in Neckarbischofsheim) ist eine baden-württembergische Politikerin der CDU. Von 2001 bis 2016 war sie Mitglied des baden-württembergischen Landtags.

## Ausbildung und Beruf
Nach dem Abitur in Neckarbischofsheim 1971 studierte Brunnemer Biologie und Sport an der Heidelberger Universität. 1978 schloss sie das Studium mit dem zweiten Staatsexamen ab. Danach war sie bis 1995 am Auguste-Pattberg-Gymnasium in Neckarelz und anschließend bis 2001 am Wilhelmi-Gymnasium in Sinsheim als Lehrerin tätig.

## Politische Tätigkeit
Brunnemer war 1990 Mitgründerin des CDU-Ortsverbands in Adersbach und ist seither erste Vorsitzende. 1993 wurde sie Mitglied des Kreisvorstands der CDU Rhein-Neckar, seit 2005 ist sie stellvertretende Vorsitzende. Im Jahr 2001 wurde Brunnemer in den Landtag von Baden-Württemberg gewählt und vertrat dort bis 2016 den Wahlkreis Sinsheim. Bei der Landtagswahl 2016 trat sie nicht wieder an. Elke Brunnemer war Mitglied in folgenden Landtagsausschüssen: Ausschuss für Arbeit und Sozialordnung, Ausschuss für Familie, Frauen und Senioren, Ausschuss für Ländlichen Raum und Verbraucherschutz. Sie ist Mitglied im CDU-Bezirksvorstand Nordbaden.

## Familie und Privates
Elke Brunnemer ist verheiratet und hat drei Kinder. Stephan Harbarth, der Präsident des Bundesverfassungsgerichts, ist ihr Schwiegersohn.